# Brias

Brias este o comună în departamentul Pas-de-Calais, Franța. În 2009 avea o populație de 297 de locuitori.